# Leucanthiza amphicarpeaefoliella
Leucanthiza amphicarpeaefoliella är en fjärilsart som beskrevs av James Brackenridge Clemens 1859. Leucanthiza amphicarpeaefoliella ingår i släktet Leucanthiza och familjen styltmalar. Inga underarter finns listade i Catalogue of Life.